# Primordial Ocean
Primordial Ocean is het zesde muziekalbum van de Duitse band Versus X. De muziek bestaat uit soms bombastische symfonische rock en dan weer de ingetogen variant daarvan. Het album is opgenomen gedurende een tijdspanne dat de band minder actief en aan personeelswisselingen onderhevig was. Sinds het verschijnen van het album is de samenstelling van de band alweer gewijzigd.

## Musici
- Anre Schäfer – zang, gitaar
- Ekkehard Nahm – toetsen waaronder mellotron en synthesizer
- Uw Völlmer – slagwerk
- Thomas Keller – basgitaar

## Composities
Allen van Nahm en Schäfer behalve waar aangegeven:
- The pulse of Earth (Nahm / Schäfer / Keller) (15:45)
- From a distance (1:50)
- Essentially human (16:16)
- Fingerprints (15:22)
- Into the vast unknown (23:41)

Ook Völlmar en Jörg Fischer hebben bijdragen geleverd.